# Roeselia infumatalis
Roeselia infumatalis är en fjärilsart som beskrevs av De Toulgoët 1982. Roeselia infumatalis ingår i släktet Roeselia och familjen trågspinnare. Inga underarter finns listade.